# 平田亮介
平田 亮介（ひらた りょうすけ、1995年5月18日 - ）は、日本の元男子プロバレーボール選手である。

## 来歴
広島県福山市出身。小学6年生のときに、親の影響でバレーボールを始める。
崇徳高等学校、中央大学を経て、2017年、V・プレミアリーグ（当時のVリーグ1部リーグ）に所属するFC東京の内定選手となった。
2018年、大学卒業後に、FC東京に入団。2018-19シーズン、V1リーグ戦デビューを果たす。
2022年6月、FC東京のチーム譲渡により誕生したプロクラブ・東京グレートベアーズに全体移籍。
2023年、2022-23シーズンをもって現役を引退し、同チームのクラブスタッフに就任した。

## 所属チーム
- 崇徳高等学校（2011-2014年）
- 中央大学 （2014-2018年）
- FC東京（2018-2022年）
- 東京グレートベアーズ（2022-2023年）